# Манитоба (езеро)
Езерото Манитоба (на английски: Lake Manitoba) е 3-то по големина езеро в провинция Манитоба. Площта му заедно с островите в него е 4624 км2, която му отрежда 14-о място сред езерата на Канада. Площта само на водното огледало без островите е 4607 км2. Надморската височина на водата е 248 м.
Езерото се намира в югозападната част на провинцията, на 45 км югозападно от езерото Уинипег. Езерото Манитоба има дължина от север на юг 200 км и максималната му ширина е 45 км. Средна дълбочина 7 м, а максимална – 20 м. От ноември до април, началото на май Уинипегосис е покрито с дебела ледена кора. Обемът му е 14,1 км3.
Езерото има силно разчленена брегова линия, с множество заливи, полуострови и острови (17 км2).
Площта на водосборния му басейн е 54 630 km2, като в езерото се вливат множество малки реки – река Уотърхен, изтичаща от езерото Уинипегосис, но изтича само една – река Феърфорд, която се влива в езерото Сейнт Мартин и оттам под името река Дофин, в езерото Уинипег.
Бреговете на езерото са слабо заселени, като има само няколко малки селища (Стип Рок, Сейнт Лорън, Санди Бей и др.), но като цяло бреговете му са безлюдни.
Езерото е открито през 1739 г. от френските братя, трапери и търговци на кожи Луи-Жозеф (1717 – 1761) и Пиер (1714 – 1755), синове на известния по това време френски изследовател на Северна Америка Пиер Готие Варен дьо ла Верандри. Те не назовават новооткрито езеро с френско име, а запазват местното му индианско име maniot-bau или maniot-wapau, което в превод означава път на духовете.